# Tháng 2 năm 2008
Trang này liệt kê những sự kiện quan trọng vào tháng 2 năm 2008.

## Thứ sáu, ngày1 tháng 2
- Microsoft bất ngờ đề nghị mua Yahoo! với giá 44,6 tỷ USD. BBC
- Dây cáp viễn thông ngầm thứ ba, FALCON, bị đứt.

## Thứ hai, ngày4 tháng 2
- Iran phóng lên tên lửa nghiên cứu Kavoshgar-1 để khánh thành trung tâm vũ trụ mới xây.

## Thứ ba, ngày5 tháng 2
- Chữ thập đỏ ước lượng rằng hàng trăm người bị thiệt mạng trong Trận N’Djamena, ở thủ đô Tchad.

## Thứ năm, ngày7 tháng 2
- Phi vụ tàu con thoi STS-122 được phóng lên từ Trung tâm vũ trụ Kennedy để mang mô đun Columbus tới Trạm vũ trụ Quốc tế.

## Chủ nhật, ngày10 tháng 2
- Nam Đại Môn, cổng phía nam của tường thành được xây chung quanh Seoul vào thời Nhà Triều Tiên, bị đốt cháy. BBC VNN VOA
- Ai Cập đoạt Cúp bóng đá châu Phi 2008 khi thắng Cameroon với kết quả 1–0 trong trận chung kết tại Accra (Ghana).

## Thứ hai, ngày11 tháng 2
- Hoa Kỳ chính thức buộc tội sáu người, bao gồm Khalid Sheikh Mohammed, về những sự kiện 11 tháng 9. BBC VNN VOA
- Nữ ca sĩ Anh Amy Winehouse thắng năm giải Grammy, và nam ca sĩ Mỹ Kanye West thắng bốn giải.
- Tổng thống José Ramos-Horta của Đông Timor bị bắn thương bởi Alfredo Reinhado trong cuộc âm mưu đảo chính. BBC VNN VOA
- Một số bức tranh của Paul Cézanne, Edgar Degas, Vincent van Gogh, và Claude Monet bị ăn cắp từ viện bảo tàng Foundation E.G. Bührle ở Zürich (Đức).

## Thứ tư, ngày13 tháng 2
- Thủ tướng Kevin Rudd chính thức xin lỗi những người thổ dân thuộc về "thế hệ bị đánh cắp", nhân danh Nghị viện Úc.
- Hiệp hội Biên kịch Mỹ kết thúc cuộc đỉnh công ba tháng sau khi chấp nhận hợp đồng chia mức thu nhập với các nhà sản xuất.

## Thứ năm, ngày14 tháng 2
- Chính phủ Thụy Điển bác bỏ đề nghị của Nord Stream để xây đường ống dẫn khí thiên nhiên dưới biển từ Nga đến Đức.

## Thứ sáu, ngày15 tháng 2
- Václav Klaus được bầu lại vào chức Tổng thống Cộng hòa Séc.

## Chủ nhật, ngày17 tháng 2
- Nghị viện Kosovo nhất trí tán thành tuyên ngôn độc lập khỏi Serbia; nhiều chính phủ phương Tây ủng hộ sự độc lập, trong khi Serbia và Nga phản đối.

## Thứ hai, ngày18 tháng 2
- Đảng Nhân dân Pakistan giành đa số trong tổng tuyển cử.

## Thứ ba, ngày19 tháng 2
- Fidel Castro tuyên bố từ bỏ chức vụ Chủ tịch Cuba.
- Toshiba kết thúc sản xuất máy móc cho HD DVD, thừa nhận rằng định dạng này đã thua Đĩa Blu-ray.

## Thứ năm, ngày21 tháng 2
- Hải quân Hoa Kỳ bắn xuống USA 193, một vệ tinh trinh sát Mỹ bị hỏng.

## Thứ sáu, ngày22 tháng 2
- Thổ Nhĩ Kỳ xâm nhập vào miền bắc Iraq để chống lại Đảng Lao động Kurdistan.

## Chủ nhật, ngày24 tháng 2
- Quốc hội Quyền lực Nhân dân nhất trí chọn Raúl Castro để kế tiếp Fidel Castro làm Chủ tịch Cuba.
- Dimitris Christofias của Đảng Tiến bộ của những Người Lao động thắng cử Tổng thống Cộng hòa Kypros.

## Thứ hai, ngày25 tháng 2
- Tại Lễ trao Giải thưởng Viện Hàn lâm lần thứ 80 ở Los Angeles, No Country for Old Men thắng bốn giải Oscar.

## Thứ ba, ngày26 tháng 2
- Dàn nhạc giao hưởng New York Philharmonic trở thành dàn nhạc phương Tây đầu tiên biểu diễn ở CHDCND Triều Tiên.

## Thứ tư, ngày27 tháng 2
- Liên minh châu Âu phạt Microsoft 899 triệu euro, số tiền lớn nhất phạt một công ty vì độc quyền trong lịch sử LMCÂ.

## Thứ năm, ngày28 tháng 2
- Tại sân bay Suvarnabhumi, cựu Thủ tướng Thái Lan Thaksin Shinawatra bị cảnh sát Thái Lan bắt giữ sau 17 tháng sống lưu vong.

## Thứ sáu, ngày29 tháng 2
- Tổng thống Kenya Mwai Kibaki và lãnh đạo đối lập Raila Odinga đồng ý tạo ra chính phủ liên hiệp để bắt đầu giải quyết khủng hoảng chính trị trong nước này.